# Tomasz Kowaltowski
Tomasz Kowaltowski (ur. 1942) – brazylijski informatyk polskiego pochodzenia, emerytowany profesor Uniwersytetu w Campinas.

## Życiorys
Urodził się w rodzinie polsko-żydowskiej w Uzbekistanie, na terenie ówczesnego Związku Socjalistycznych Republik Radzieckich. W 1946 wraz z rodziną przeniósł się do Polski, a w 1958 wyemigrowali do Brazylii. Tam Kowaltowski ukończył szkołę średnią i rozpoczął studia na wydziale inżynierii elektronicznej na Uniwersytecie w São Paulo, a następnie na tamtejszej politechnice. W 1966 otrzymał dyplom ukończenia studiów, a w 1973 stopień doktora na Uniwersytecie Kalifornijskim w Berkeley. Do 1977 pracował jako profesor nadzwyczajny na Uniwersytecie w São Paulo, a następnie przeniósł się do Uniwersytetu w Campinas, z którym był związany aż do przejścia na emeryturę. W 1979 po raz pierwszy został laureatem Jabuti Prize (po raz drugi został odznaczony w 1983), nagrodę tę przyznanomu  za autorstwo trzech książek oraz publicystykę na łamach czasopism z branży elektroniczno-informatycznej. W 1980 był profesorem wizytującym na Uniwersytecie w Santa Barbara, a w latach 1985-86 w Georgia Institute of Technology w Atlancie. Od 1996 do 2001 był pierwszym dyrektorem Instytutu Informatyki (dawny Wydział Informatyki) Uniwersytetu Stanowego w Campinas. W 2002 przeszedł na emeryturę, ale pozostał członkiem Wydziału i konsultantem-wolontariuszem w niektórych firmach programistycznych. W 1996 został odznaczony Orderem Narodowym Zasługi Naukowej, zaś w 2008 za całokształt dorobku naukowego Brazylijskie Towarzystwo Informatyczne odznaczyło go nagrodą Newton Feller.

## Publikacje
- Setzer, Valdemar Waingort; Simon, Imre; Kowaltowski, Tomasz (1972). Curso de Fortran IV Básico. [S.l.]: Edgard Blücher. CDD 651.8
- Lucchesi, Cláudio L.; Simon, Imre; Simon, István; Simon, János; Kowaltowski, Tomasz (1979). Aspectos Teóricos da Computação. [S.l.]: Instituto de Matemática Pura e Aplicada. CDD 519.4
- Kowaltowski, Tomasz (1983). Implementação de Linguagens de Programação. [S.l.]: Guanabara Dois. ISBN 85-7030-009-3